# David Garrett
David Garrett, född David Bongartz 4 september 1980 i Aachen, är en tysk klassisk violinist. 
Garrett är son till en amerikansk mor och en tysk far. När han var fyra år gammal införskaffades en fiol till familjen, för vilken Garrett intresserade sig och han lärde sig snart spela instrumentet. Han vann året därpå en tävling. Vid sju års ålder spelade han för allmänheten en gång i veckan. Vid tolv års ålder började Garrett spela med den polska violinisten Ida Haendel. Vid tretton års ålder spelade han in två cd-skivor, uppträdde på TV i Tyskland och Nederländerna och spelade i Villa Hammerschmidt på personlig inbjudan från von Weizsäcker, på Stradivariusfiolen "San Lorenzo". När han var fjorton år gammal var han den yngsta solisten någonsin och skrev under ett exklusivt kontrakt med Deutsche Grammophon-Gesellschaft. Efter att ha blivit hyllad efter en konsert i Berlin inbjöds han att uppträda på Expo 2000 i Hannover.
Garrett spelade huvudrollen som Niccolò Paganini i filmen The Devil's Violinist.

## Diskografi
Garretts senast utgivna skiva, "Encore", eftersträvar att få yngre personer att bli mer intresserade av klassisk musik. Skivan innehåller arrangemang och kompositioner som har följt honom i hans liv. När han uppträder blandar han klassiska sonater såväl som Nothing Else Matters av Metallica.

### Studioalbum
- Free (2007)
- Virtuoso (2007)
- Encore (2008)
- David Garrett (2009)
- Classic Romance (2009)
- Rock Symphonies (2010)

### Andra album
- The New Classical Generation 2008 (2008)

### DVD
- David Garrett Live - In Concert & In Private  (2009)